# Lesnoi (Kamtxatka)
|  | Per a altres significats, vegeu «Lesnoi». |

Lesnoi (en rus: Лесной) és un poble (un possiólok) del krai de Kamtxatka, a Rússia, que el 2020 tenia 914 habitants. Pertany al districte de Iélizovo.